# 成景儁
成景儁，字超，南北朝时范阳人。
成景儁的祖父成兴，在北魏为五兵尚书。父亲成安乐，在北魏为淮阳郡太守。南梁天监六年（507年），常邕和杀成安乐，以淮阳城归附南梁。成景儁计划复仇，于是杀死北魏宿预城主，以宿预南附梁朝。普通六年（525年），常邕和为鄱阳内史，成景儁买凶将他刺杀。不久，又买凶杀死常邕和家人，毒杀其子弟，将其灭门。梁武帝认为他做得对，于是法外开恩。成景儁家仇得雪，常思报效，后任北豫州刺史，攻打北魏，所向被人称道智勇，时把他比作马仙琕。有政绩，北豫州官民树碑纪德。普通六年（525年），徐州刺史元法僧割据彭城降梁，南梁陈庆之、胡龙牙、成景儁、元略等梁将北上接应并占领徐州。普通八年（527年）二月，成景儁率领军队围困彭城，北魏任命崔孝芬为宁朔将军、员外常侍、兼任尚书右丞，出镇徐州行台。成景儁筑造栅栏和堤坝，图谋截断泗水灌彭城。崔孝芬率领大都督李叔仁等人作战，成景儁因力量不足而退兵。成景儁死后，谥号忠烈。